# Ste-Croix (Saint-Dalmas)

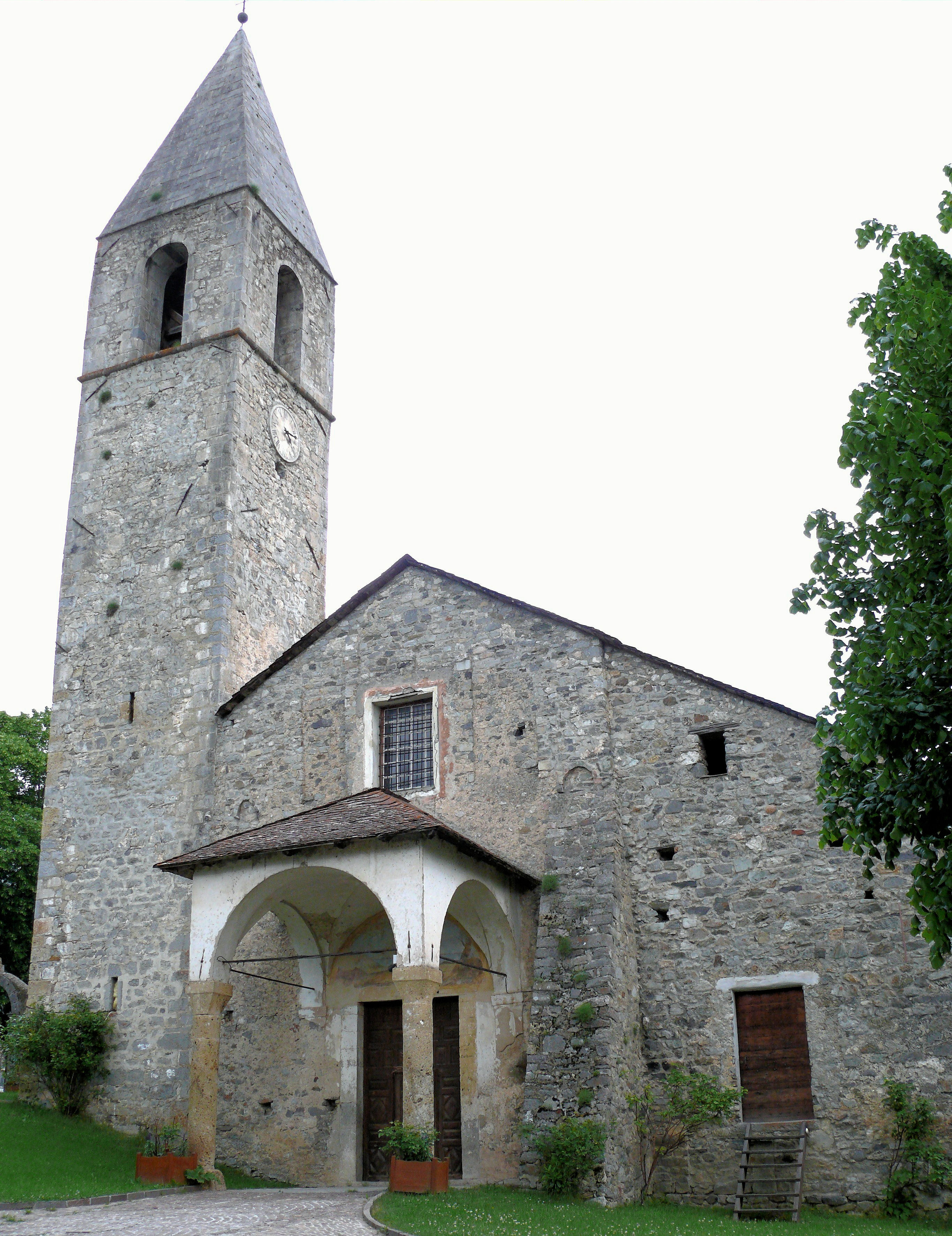
Kirche Sainte-Croix in Saint-Dalmas von Westen

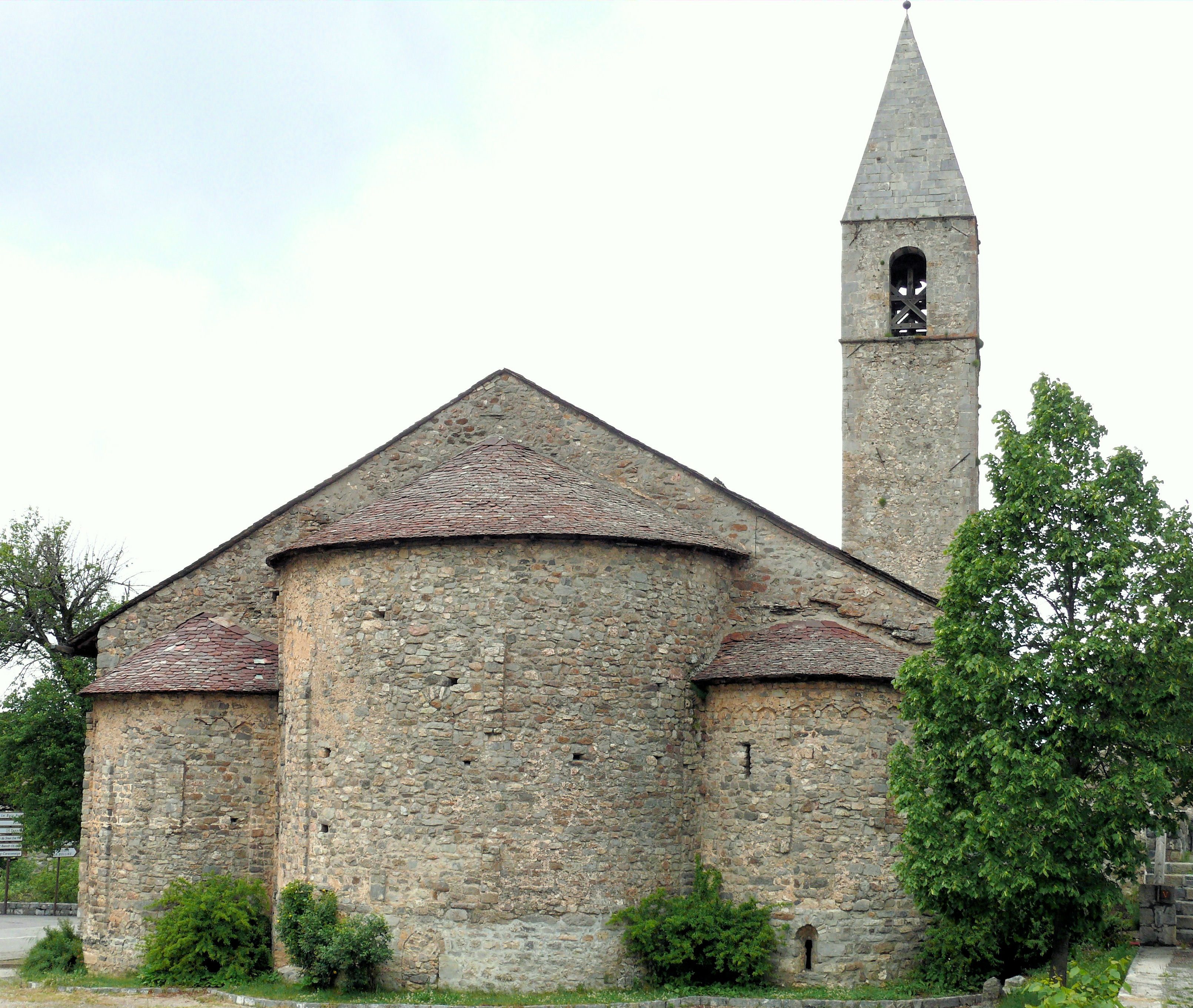
Die drei Apsiden der Kirche

Die katholische Kirche Sainte-Croix (deutsch Heiligkreuz) in Saint-Delmas, einem Ortsteil von Valdeblore im französischen Département Alpes-Maritimes der Region Provence-Alpes-Côte d’Azur, wurde im 11. Jahrhundert errichtet. Die Kirche ist seit 1943 ein geschütztes Kulturdenkmal (Monument historique).

## Geschichte
Die Kirche Sainte-Croix wurde 1060 erstmals in einer Urkunde erwähnt. Sie gehörte zum Priorat der Abtei von Pedona im Piemont. Die Prioratskirche war wohl auch schon immer die Pfarrkirche des Ortes.

## Beschreibung
Die geostete Kirche ist 32,05 m lang und 16,60 m breit. Sie besteht aus Bruchsteinen und besitzt ein breites Schiff mit sieben Jochen, das mit einer halbrunden Apsis abschließt. Die beiden Seitenschiffe enden ebenfalls in kleinen Apsiden und unter dem östlichen Teil der Kirche befindet sich eine Krypta. Das Gewölbe des Hauptschiffs wurde im 17. Jahrhundert geschaffen, in der Zeit als auch andere Veränderungen des Kirchenbaus vorgenommen wurden. Die Arkaden, die die Seitenschiffe vom Hauptschiff trennen, ruhen auf dicken Pfeilern.

## Ausstattung
In der südlichen Apsis sind noch Wandmalereien aus dem 14. Jahrhundert vorhanden. Sie stellen Christus in einer Mandorla dar, flankiert von den Symbolen der Evangelisten. Szenen aus dem Leben des Johannes des Täufers sind ebenfalls zu sehen.
Ein Retabel vom Anfang des 16. Jahrhunderts stellt das Leben des hl. Franz von Assisi dar.